# Atrichopleura scapulifera
Atrichopleura scapulifera är en tvåvingeart som beskrevs av Jacques-Marie-Frangile Bigot 1889. Atrichopleura scapulifera ingår i släktet Atrichopleura och familjen dansflugor. Inga underarter finns listade i Catalogue of Life.